# Мирза Хазар
Мирза Хазар (Микаилов Мирза Керим оглы, ивр. מנחם מיכאלי‎ (Менахем Михаэли); 29 октября 1947, Гёйчай — 31 января 2020, Мюнхен) — видный радиожурналист, публицист, переводчик Библии на азербайджанский язык.

## Биография
Родился 29 ноября 1947 года в городе Гёйчай, Азербайджан. В 1973 году окончил юридический факультет Азербайджанского государственного университета. С июля 1973 по январь 1974 года работал адвокатом в Сумгаите, Азербайджан. В июне 1974 года эмигрировал в Израиль. Посещал курсы при Тель-Авивском университете для юристов из СССР. В июне 1975 — январе 1976 года служил в Армии Обороны Израиля. В августе 1976 года был приглашён на работу в азербайджанскую редакцию радио «Свобода». В 1979—1985 годах — заместитель главного редактора азербайджанской редакции, Радио «Свобода». В октябре 1985 года переехал в США. В 1985—1987 годах — директор азербайджанской редакции на радиостанции «Голос Америки» в Вашингтоне. В 1987—2003 годах — директор азербайджанской редакции радиостанции «Свободная Европа/Свобода» в Мюнхене, а затем в Праге.

## Творчество
По заказу Института по Переводам Библии (Стокгольм, Швеция) перевел Библию — «Новый Завет» (Евангелие) и «Ветхий Завет» на азербайджанский язык. «Новый Завет» в переводе Мирзы Хазара был впервые напечатан в 1982 году. «Ветхий Завет» напечатан не был. Автор многих исследовательских статей и комментариев о политической и экономической ситуации в Азербайджане, а также других республиках бывшего СССР. Статьи публиковались в разные годы в бюллетене исследовательского отдела радиостанции «Свобода», а также в газетах и журналах в Азербайджане, Турции, Чехии и других странах. В январе 2004 основал газету «Голос Мирзы Хазара» в Баку. Управлял порталом «Голос Мирзы Хазара» на трёх языках: азербайджанском, английском и русском языке. В декабре 2005 основал интернет-радио «Голос Мирзы Хазара». Посетители этого радио могут слушать записанные заранее аудиоматериалы.

## Перевод Библии
В 1842 году миссионерское общество Базеля опубликовало в Лондоне Евангелие от Матфея в переводе Мирза Фаррух и Феликса Зарембы. В 1878 году полный текст Нового Завета был переведен и издан в Лондоне. Ветхий Завет вышел в 1891 году. В 1982 году Институт по переводу Библии (Institute for Bible Translation) в Стокгольме издал новый перевод Мирзы Хазара на современном азербайджанском языке полного текста Нового Завета, который используется по сегодняшний день в Азербайджане. Данный перевод переиздавался пять раз в последующие годы. Мирза Хазар завершил перевод Ветхого Завета в 1984 году, но этот его перевод издан не был. Новый Завет в новом переводе был издан только в 1998 году, а Ветхий Завет — в 2004 году.